# Saint-Symphorien, Sarthe
Saint-Symphorien är en kommun i departementet Sarthe i regionen Pays de la Loire i nordvästra Frankrike. Kommunen ligger i kantonen Conlie som tillhör arrondissementet Mamers. År 2022 hade Saint-Symphorien 499 invånare.

## Befolkningsutveckling
Antalet invånare i kommunen Saint-Symphorien
| Referens: INSEE |